# Cinema biogràfic
El cinema biogràfic o biopic (anglicisme que és la contracció de biographical picture) es referix a una obra de cinema centrada en la biografia d'un personatge que ha existit realment. Els esdeveniments i l'ambient de la seva època estan normalment subordinats en el relat.
El gènere s'ha fet popular particularment des dels anys 1980, gràcies als progressos de les tècniques que permeten la reconstrucció de paisatges i de zones urbanes d'època creïbles per a l'espectador.

## Història, biografia o hagiografia
Una pel·lícula biogràfica relata normalment l'existència d'un personatge del passat, sense que sigui obligatori que es tracti d'una figura històrica d'importància. Com que es tracta d'una obra artística, hi ha camp lliure a la interpretació per part de l'actor encarregat del paper principal i per l'enfocament que hi dona el director.
Per contra, els directors inspirats per una causa es deixen anar freqüentment a l'excés invers, aquell de donar una imatge hagiogràfica, idealitzant el personatge. És el cas de la pel·lícula sobre Malcolm X, una biografia apassionada del personatge, malgrat la complexitat de l'activisme dels anys 1970 als Estats Units.
El gènere biogràfic està, d'altra banda, perfectament integrat al star system en la mesura en què la tria, tant del personatge històric com de l'actor que l'encarna, és també un factor que condiciona les audiències.

## Títols
El títol de la pel·lícula pren sovint el del nom del personatge. Tanmateix, seria simplista afirmar que anar a veure un film biogràfic és anar a veure una biografia: normalment es busca la intriga, seleccionant els moments més determinants de la seva vida, els que l'han fet entrar en la Història en la majoria dels casos, la qual cosa permet el desenvolupament del clímax i mostrar l'evolució de la dimensió humana del protagonista cara als esdeveniments, que un resum biogràfic eclipsaria.

## Exemples de cinema biogràfic

La llista de Schindler,
la pel·lícula biogràfica més ben valorada a IMDb

- 1934: Chapaev sobre Vasili Ivanovitx Txapaev
- 1940: A Man with Fantasy sobre Paul Julius Reuter
- 1941: Ohm Krüger sobre Paul Kruger
- 1942: Who the Gods Love sobre Wolfgang Amadeus Mozart
- 1951: The Desert Fox: The Story of Rommel sobre Erwin Rommel
- 1953: The Glenn Miller Story sobre Glenn Miller
- 1956: Van Gogh, la passió de viure sobre Vincent van Gogh
- 1962: Freud sobre Sigmund Freud
- 1962: Lawrence d'Aràbia, sobre Thomas Edward Lawrence
- 1965: The Greatest Story Ever Told sobre Jesucrist
- 1967: Un home per a l'eternitat sobre Thomas More
- 1972: The Young Lion sobre sobre Winston Churchill
- 1976: Camí a la glòria (Bound for Glory) sobre Woody Guthrie
- 1977: Aus einem deutschen Leben sobre Rudolf Hess
- 1980: Toro salvatge sobre Jake La Motta
- 1982: Gandhi sobre Mohandas Gandhi
- 1984: Amadeus sobre Wolfgang Amadeus Mozart
- 1987: L'últim emperador sobre Pu Yi
- 1991: The Doors sobre Jim Morrison
- 1992: Chaplin sobre Charlie Chaplin
- 1993: La llista de Schindler sobre Oskar Schindler
- 1993: What's Love Got to Do with It sobre Tina Turner.
- 1997: Selena sobre Selena Quintanilla
- 1998: Patch Adams sobre Patch Adams
- 2001: Ali sobre Muhammad Ali
- 2001: Una ment meravellosa sobre John Nash
- 2002: Catch Me If You Can sobre Frank W. Abagnale
- 2002: Joe & Max sobre Joe Louis i Max Schmeling
- 2003: Luther sobre Martí Luter
- 2004: Alexander sobre Alexandre el Gran
- 2004: L'aviador sobre Howard Hughes
- 2004: Hotel Rwanda sobre Paul Rusesabagina
- 2004: Ray sobre Ray Charles
- 2005: A la corda fluixa sobre Johnny Cash
- 2005: Maurice Richard sobre Maurice Richard
- 2006: The Flying Scotsman sobre Graeme Obree
- 2007: I'm Not There sobre Bob Dylan
- 2007: La vida en rosa sobre Edith Piaf
- 2007: Talk to Me, sobre la personalitat de ràdio i activista afroamericà Petey Greene
- 2009: El cónsul de Sodoma, sobre el poeta Jaime Gil de Biedma
- 2010: El Gran Vázquez, sobre el dibuixant de còmix Manuel Vázquez Gallego
- 2014: Mr. Turner, sobre Joseph Mallord William Turner
- 2014: Selma, sobre Martin Luther King, Jr.